# ゲアハルト・エーベリンク
ゲルハルト・エーベリンク(Gerhard Ebeling, 1912年7月6日 - 2001年9月30日)はドイツのプロテスタント神学者。20世紀における解釈学的神学の指的代表者とされている。

## 生涯
エーベリンクは、マールブルクにおいて特にルドルフ・ブルトマンとヴィルヘルム・マウアーのもとで、チューリッヒにおいてエーミル・ブルンナーのもとで、そしてベルリンにおいて学んだ。フィンケンヴァルデでの説教セミナーにおいてディートリヒ・ボンヘッファーと出会ったことは彼に影響を与えた。1937年の春から1938年の夏にかけて、彼はチューリッヒ大学神学部のフリッツ・ブランケのもとで、マルティン・ルターの福音書解釈に関する『プロテスタントの福音書解釈』(Evangelische Evangelienauslegung)を書きあげた。博士号取得後、まもなくドイツに帰ることになる。1939年の五月には、チューリッヒのグロスミュンスター大聖堂においてコメタ・リヒナー(Kometa Richner)と結婚し、娘カリタス(Charitas)をもうけた。
1939年から1945年まで、彼はベルリンの告白教会の牧師をつとめた。1945年の八月からは―ヘルムート・ティーリケ(Helmut Thielicke)の仲介もあり―ハンス・リュッカート(Hanns Rückert)の助手となり、1947年には教授資格を得た。同年10月8日に、エーベリンクはチュービンゲン大学における教会史の教授として、教会史と教会法についての就任講義を行い、自らの教授活動を開始することとなる。1954年にはハンブルク大学に学長として招聘されたヘルムート・ティーリケの後任として、チュービンゲンの組織神学教授になり、1956年からはチューリッヒにて教義学、教理史、象徴学の講座担当教授、1965年には再びチュービンゲンへ戻ってくる。1968年から1979年にかけてはチューリッヒにおける基礎神学と解釈学の教授となった。1985年から1997年にはラッツェンブルクのルターアカデミーにおける管理機関の議長となった。
エーベリンクは共同でマルティン・ルター(ワイマール版)とフリードリヒ・シュライアマハーの批判版全集の編集に携わった。彼が影響を与えたのはルター研究とキリスト論である。彼のもっとも重要な成果は解釈学とルター研究の分野におけるものである。彼はキリスト教神学が、教会の宣教命令(その明確化と深化)のうちに基礎づけられると考えた。神学の中心点は、「神の前で、神から語る」(„Rede vor und aus Gott“)こととしての説教にあるという。彼は宗教なきキリスト教についてのボンヘッファーの問いに対して十分に考慮された形で答え、ボンヘッファーとカール・バルトの伝統のうえで信仰と宗教の区別をさらに展開した。フリードリヒ・ゴーガルテン同様、エーベリンクは自らのルター解釈において、律法と福音に関するルターの教説のうちには、義認の知らせの告知と人間の現実性の区別があることを認めている。これに関連して、エーベリンクはルターの講義において彼の「関係存在論」(„relationale Ontologie“)を発見した。それは良心のうちにおける〈神の前で〉(coram Deo)と〈世界の前で〉(coram mundo)の関係が絡み合うなかで結晶化するものなのである。
エーベリンクは多くの名誉博士号を授与されている。特にボン大学(1952)、ウプサラ大学、エディンバラ大学、ノイエンブルク大学そしてチュービンゲン大学(1997)である。1987年ジークムント・フロイト賞受賞。

## 業績
- Evangelische Evangelienauslegung. Eine Untersuchung zu Luthers Hermeneutik. 1942 (= Ebelings Dissertation)
- Das Wesen des christlichen Glaubens. 1959
- Wort und Glaube, 4 Bände. 1960–1995
- Wort Gottes und Tradition. Studien zu einer Hermeneutik der Konfessionen. 1964
- Luther. Einführung in sein Denken. 1964; ISBN 3-16-143581-8 (Tb.)
- Lutherstudien, 3 Bände (in 5 Teilbänden). 1971–1989.
- Einführung in theologische Sprachlehre. 1971; ISBN 3-16-132511-7
- Dogmatik des christlichen Glaubens, 3 Bände. 1979, 4. Auflage 2012; ISBN 978-3-16-151028-1
- Predigten eines „Illegalen“ aus den Jahren 1939–1945. 1995; ISBN 3-16-146371-4
- Luthers Seelsorge. Theologie in der Vielfalt der Lebenssituationen an seinen Briefen dargestellt. 1997; ISBN 3-16-146712-4